# Pearson Mwanza
Pearson Mwanza (ur. 1968 – zm. 23 marca 1997 w Kitwe) – zambijski piłkarz grający na pozycji napastnika. W swojej karierze rozegrał 12 meczów i strzelił 1 gola w reprezentacji Zambii.

## Kariera klubowa
Swoją piłkarską karierę Mwanza rozpoczął w klubie Power Dynamos. W 1985 roku zadebiutował w nim w zambijskiej pierwszej lidze. W 1989 roku odszedł do Pamiru Duszanbe, jednak po rozegraniu w nim 3 meczów ligowych wrócił do Power Dynamos. W sezonie 1990 zdobył z nim Puchar Zambii, a w 1991 wywalczył mistrzostwo Zambii. W latach 1991–1992 grał w egipskim El Mokawloon SC, a w latach 1993-1994 - ponownie w Power Dynamos, z którym w 1993 został wicemistrzem, a w 1994 - mistrzem kraju. W 1995 roku występował w klubie Nkana FC, w którym zakończył karierę.

## Kariera reprezentacyjna
W reprezentacji Zambii Mwanza zadebiutował 5 kwietnia 1987 w wygranym 3:1 meczu Igrzysk Afrykańskich 1987 z Malawi, rozegranym w Lusace. W 1988 roku był w kadrze Zambii na Igrzyska Olimpijskie w Seulu. W 1990 roku został powołany do kadry na Puchar Narodów Afryki 1990. Wystąpił w nim w trzech meczach: grupowym z Kenią (1:0), półfinałowym z Nigerią (0:2) i o 3. miejsce z Senegalem (1:0).
W 1992 roku Mwanzę powołano do kadry na Puchar Narodów Afryki 1992. Na tym turnieju nie rozegrał żadnego spotkania. Od 1987 do 1991 rozegrał w kadrze narodowej 12 meczów i strzelił 1 gola.